# Râul Izvorul Lăzilor
Râul Izvorul Lăzilor este un curs de apă, afluent al râului Izvorul Roșu.